# Hydroptila fuentelarbola
Hydroptila fuentelarbola är en nattsländeart som beskrevs av Schmid 1952. Hydroptila fuentelarbola ingår i släktet Hydroptila och familjen smånattsländor. Inga underarter finns listade i Catalogue of Life.